# Gyergyói HK
Gyergyói HK – klub hokeja na lodzie z siedzibą w Gheorgheni w Rumunii.

## Historia
Tradycje hokejowe w sięgają końca lat 40. Do 2018 działał w mieście klub CS Progym Gheorgheni. W 2018 założono Gyergyói Hoki Klub, kontynuujące ww. tradycje.
W 2018 drużyna Gyergyói HK przystąpiła do rozgrywek narodowych rumuńskich Liga Națională oraz do węgiersko-rumuńskich rozgrywek Erste Liga.
Pod koniec października 2019 klub dołączył do grona E.H.C. Alliance jako pierwszy klub z siedzibą w Rumunii. W kwietniu 2020 poinformowano, że nad brzegiem jeziora Balaton na Węgrzech, stowarzyszenie deweloperskie Gyergyó Hockey Club Home (powstałe celem utrzymania i finansowania Gyergyói HK) stworzy w rejonie Balatonlellén kompleks z 50 apartamentami, z którego dochód ze sprzedaży trafi na rzecz klubu.
W sezonie 2020/2021 drużyna przegrała rywalizację o brązowy medal mistrzostw Rumunii i zajęła czwarte miejsce.

## Szkoleniowcy
Na początku sezonu 2018/2019 głównym trenerem był Rosjanin Aleksandr Trofimow do końca września 2018, a jego następcą został dotychczasowy asystent, Ukrainiec Witalij Donika. Prowadził on drużynę wraz z Czechem Václavem Novákiem, a na początku grudnia nowym szkoleniowcem został ogłoszony Szwed Mikael Tisell. Po zakończeniu sezonu, wiosną 2019 odszedł on z klubu. Od maja do końca września 2019 szkoleniowcem drużyny był Szwed Leif Strömberg. Następnie, na przełomie września i października 2019 przejściowo prowadził zespół jego rodak Christopher Hamell, a od października 2019 głównym trenerem drużyny został Kanadyjczyk Malcolm Cameron, piastujący posadę do października 2020. W 2020 do sztabu dołączyli: Węgier Zoltán Szilassy (początkowo asystent Camerona, od października główny trener), Fin Jukka Kontsas (w połowie 2020 został trenerem bramkarzy), Rumun Attila Góga (asystent Szilassy’ego od końca października 2020).